# Kunstverein Arnsberg
Der Kunstverein Arnsberg ist ein gemeinnütziger Verein, der sich der Förderung zeitgenössischer Kunst in der Stadt Arnsberg widmet.

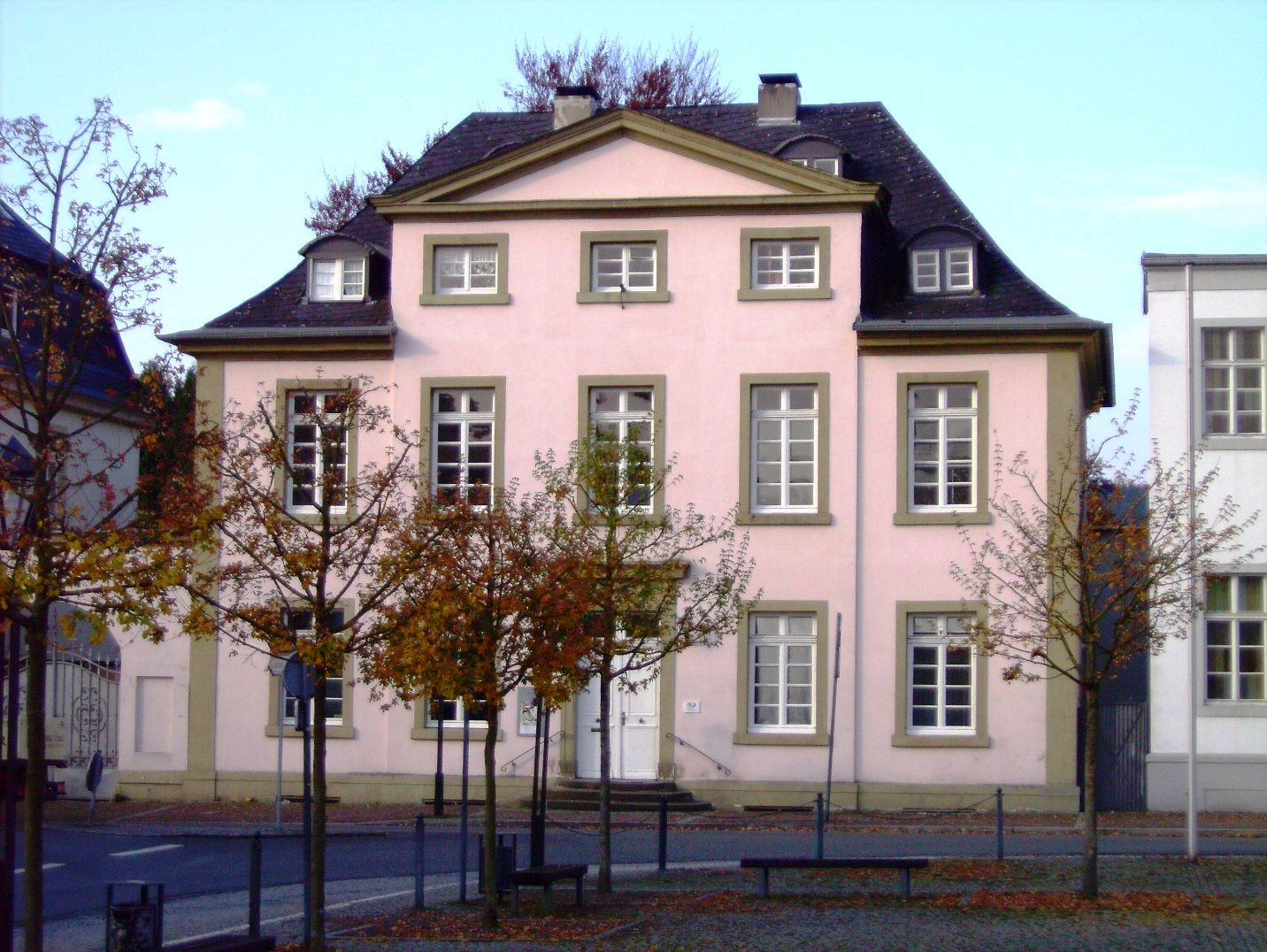
Sitz des Kunstvereins

## Geschichte
Der Kunstverein Arnsberg wurde im Herbst 1987 aus privater Initiative mit dem Ziel gegründet, innerhalb der Region eine Plattform für die Begegnung mit der internationalen, zeitgenössischen Kunst zu schaffen. Neben den wechselnden Einzel- und Gruppenausstellungen und jährlich ausgewählten Jahresgaben bietet der Verein seinen Mitgliedern begleitende Vorträge, gemeinsame Atelierbesuche und Exkursionen an. Der Kunstverein Arnsberg ist Mitglied in der Arbeitsgemeinschaft Deutscher Kunstvereine (ADKV). Die Stiftung Kunst, Kultur und Soziales der Sparda-Bank West unterstützte den Verein 2010 mit 50.000 € weil er lokal, regional und international eine Institution der Kunstszene ist. Im Jahr 2013 wurde der Kunstverein im Rahmen der Art Cologne für den deutschen Kunstvereinspreis nominiert. Der Verein war 2015 maßgeblich daran beteiligt, dass Santiago Sierra in Arnsberg die minimalistische Lichtinstallation The Dept konzipierte. Im Jahr 2016 erhielt der Verein gemeinsam mit dem Kunstverein Harburger Bahnhof den ADKV-Art Cologne Preis für Kunstvereine.

## Gebäude

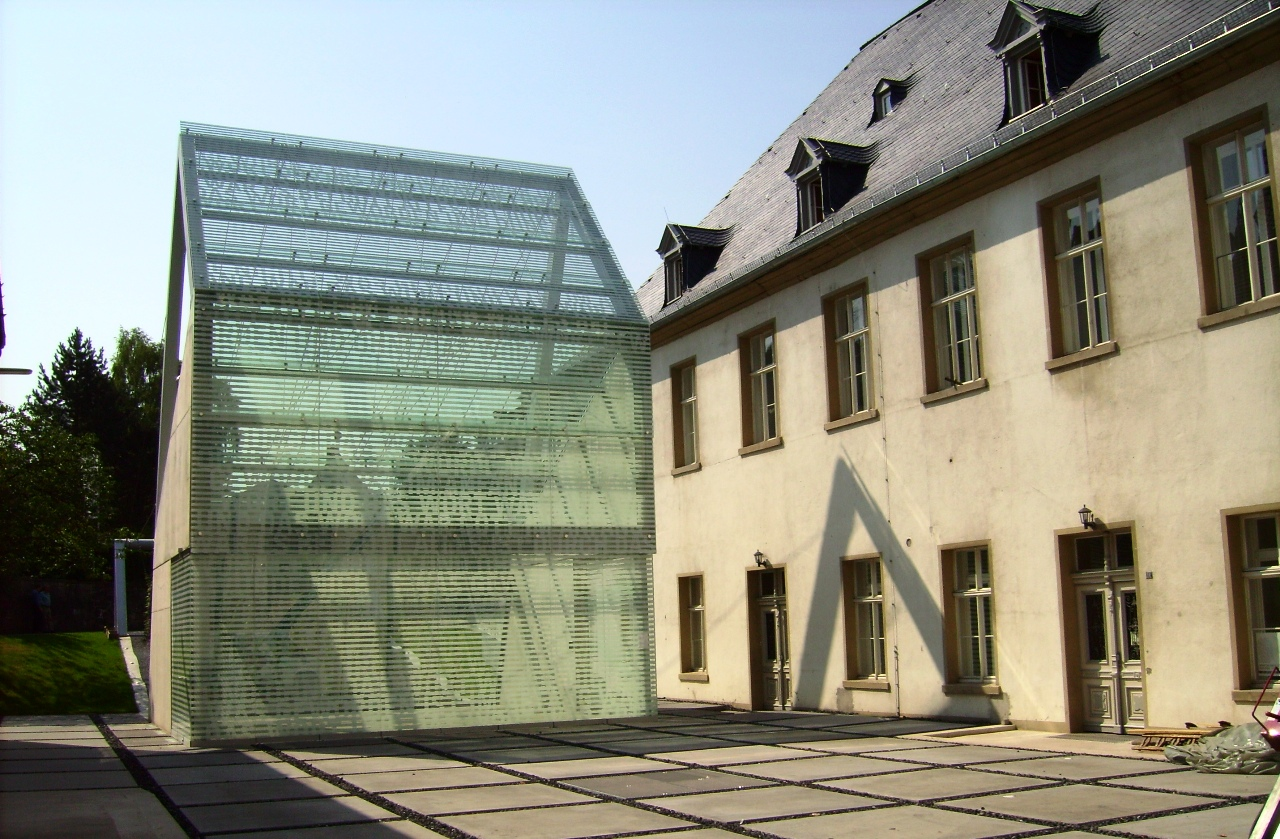
Lichthaus im Hof des Klosters Wedinghausen

Die großzügigen Räume des Kunstvereins befinden sich im ersten Obergeschoss eines klassizistischen Bürgerhauses am zentralen Neumarkt, einem nach Plänen von Schinkel gebauten Platz, dessen Bausubstanz nahezu erhalten ist. Das denkmalgeschützte Gebäude selbst wurde um 1820 für den Justizamtmann Franz Friedrich Bernhard Höynck errichtet. Das Haus besitzt einen großen Garten zu dem ein denkmalgeschütztes Gartenhäuschen gehört.
Als zweiten Ausstellungsort nutzt der Kunstverein das postmoderne Lichthaus im Innenhof des Klosters Wedinghausen. In Zusammenarbeit mit dem Kulturbüro der Stadt nutzt der Verein das markante Gebäude seit 2009 für raumbezogene oder multimediale Projekte. Oft wurde diese speziell für den Ausstellungsort entwickelt.
In dem Gebäude befindet sich auch das Stadtlabor freiRaum als Teil des Smart City Konzeptes der Stadt Arnsberg.

## Ausgestellte Künstler (Auswahl)
- Bani Abidi
- Ingold Airlines
- Ulf Aminde
- Ayreen Anastas
- Birgit Antoni
- Solweig de Barry
- Aram Bartholl
- Georg Baselitz
- Guillaume Bijl
- Michael Buthe
- Jimmie Durham
- Ulrich Erben
- Luka Fineisen
- Rene Gabri
- Nina Hoffmann
- Kazuo Katase
- Markus Lüpertz
- Alexej Meschtschanow
- Boris Mikhailov
- Ulrich Moskopp
- Timo Nasseri
- Dan Perjovschi
- Susan Philipsz
- Ricarda Roggan
- Ulrich Rückriem
- Thomas Ruff
- Karin Sander
- Robert Schad
- Gregor Schneider
- Andreas Karl Schulze
- Emil Schumacher
- Marcus Steinweg
- Erwin Wurm